# Лысый Тигр и Толстый Дракон
«Лысый Тигр и Толстый Дракон» (иер. трад. 瘦虎肥龍, упр. 瘦虎肥龙, кант.-рус.: Сау Фу Фэй Лун, англ. Skinny Tiger & Fatty Dragon) — гонконгский криминальный комедийный боевик 1990 года режиссёра Лау Кавина, снятый по сценарию Чан Куокчхи. Главные роли Лысого Тигра и Толстого Дракона исполнили Карл Мака и Саммо Хун соответственно.

## Сюжет
Толстый Дракон и Лысый Тигр — пара гонконгских детективов, работающих над делом, связанным с преступным синдикатом бандитов из триады. После ограбления ювелирного магазина они позже находят Лай, женщину, которая связана с бандитами, но в итоге сами попадают в неприятности, зайдя в женскую раздевалку.
Главарь банды Вин узнаёт, что один из его людей, Джонни, предоставил информацию полицейским, после чего лично расправляется с предателем.
Во время расследования в доме Лай дела у детективов идут совсем плохо, и они в конечном итоге прикидываются грабителями, чтобы сбежать от внезапно появившихся бандитов. Двое полицейских угоняют машину хозяйки дома, вследствие чего их недолго преследуют бандиты и угнанная машина получает повреждения. Позже той же ночью Лай звонит Дракону, чтобы договориться о встрече в заброшенном здании. На месте завязывается ещё одна драка, перерастающая в погоню за боссом Лай и братом Вина, Принцем Таком, и в конечном итоге Дракон непреднамеренно устраивает погром на свадьбе у заместителя комиссара полиции.
Начальство призывает двух детективов покинуть Гонконг, пока всё не утихнет, поэтому друзья отправляются в Сингапур. Между тем Лай, посмевшую сотрудничать с полицией, убивает пара наёмников-транссексуалов из Таиланда. Когда Дракон собирается поужинать с Тигром и его девушкой, он непреднамеренно вносит разлад в их отношения. Когда пара ужинает на улице, начинается очередное столкновение с бандитами. Тигр побеждает двух английских наёмников, в то время как Дракон сражается с транссексуалами.
После этих событий девушка Тигра и отец Дракона попадают в больницу. Понимая, что их не оставят в покое, пока Вина не остановят, детективы задерживают Така на заброшенном складе газовых баллонов. План Тигра и Дракона проваливается, что приводит к решающей схватке с Вином и его людьми. Английские наёмники пытаются победить Тигра, а Дракон использует нунчаки. В разгар противостояния Дракон сбивает Вина с ног и пытается вырубить Така. В последний момент Вин стреляет из своего пистолета, попадая в газовые баллоны, вызывая взрыв в здании, но детективам удаётся вовремя покинуть склад. В конце концов приехавший на место начальник полиции останавливает драку Дракона и Тигра из-за спора о деньгах.

## В ролях
| Актёр             | Роль                        |
| ----------------- | --------------------------- |
| Саммо Хун         | Пунь Чилун (Толстый Дракон) |
| Карл Мака         | Мак Сиуфу (Лысый Тигр)      |
| Кэрри Ын Калай    | Лай                         |
| Ванда Джессика Юн | Высокая                     |
| Лун Минъянь       | Принц Так                   |
| Ву Фун            | начальник управления Ву     |
| Ни Куан           | отец Дракона                |
| Лау Кавин         | Вин                         |
| Кьюти Муй         | соседка Высокой             |
| Тхай Поу          | Джонни                      |